# Finale UEFA Lige prvaka 2013.
Finale UEFA Lige prvaka 2013. je bio završni susret sezone 2012./13. UEFA Lige prvaka, odnosno 58. finale jednog od najprestižnijih nogometnih natjecanja, a 21. u trenutnom formatu. Susret je odigran u subotu, 25. svibnja 2013. na stadionu Wembley u Londonu.
Finale je odigrano između dva njemačka kluba, Borussije Dortmund i Bayern Münchena, što je bilo prvi put u povijesti ovog natjecanja da u finalu igraju dva njemačka kluba. Također, prvo je finale u povijesti Lige prvaka u kojem je Hrvat postigao pogodak, nakon što je Mario Mandžukić postigao prvi pogodak na utakmici u 60. minuti. Bayern je naposljetku slavio rezultatom 2:1 i tako osvojio svoj peti naslov prvaka Europe.
Bayern je pobjedom izborio nastup u UEFA Superkupu 2013. protiv pobjednika UEFA Europske lige, kao i polufinale FIFA Svjetskog klupskog prvenstva 2013.

## Pozadina finala
Ovo je bilo prvi put u povijesti lige prvaka (također i Europske lige) da se finale odigrava između dva njemačka kluba.
Do sada se tri puta događalo da u finalu Lige prvaka igraju dva kluba iz iste države: 2000. (Španjolska), 2003. (Italija), 2008. (Engleska).
Bayernu je ovo deseto europsko finale, a rekorderi su Real Madrid (12 finala) i Milan (11 finala), a Bayern je osvojio četiri finala. Ovo im je bilo također treće finale Lige prvaka u posljednje četiri godine, a u prijašnja dva 2010. i 2012. su izgubili. Zadnji put su Ligu prvaka osvojili 2001.
Borussiji je ovo bilo drugo finale Lige prvaka, a prvo su osvojili 1997.

## Put do finala
| Momčad            | Uta. | Pob. | Izj. | Por. | PoG. | PrG. | GR | Bod. |
| ----------------- | ---- | ---- | ---- | ---- | ---- | ---- | -- | ---- |
| Borussia Dortmund | 6    | 4    | 2    | 0    | 11   | 5    | +6 | 14   |
| Real Madrid       | 6    | 3    | 2    | 1    | 15   | 9    | +6 | 11   |
| Ajax              | 6    | 1    | 1    | 4    | 8    | 16   | −8 | 4    |
| Manchester City   | 6    | 0    | 3    | 3    | 7    | 11   | −4 | 3    |

| Momčad         | Uta. | Pob. | Izj. | Por. | PoG. | PrG. | GR  | Bod. |
| -------------- | ---- | ---- | ---- | ---- | ---- | ---- | --- | ---- |
| Bayern München | 6    | 4    | 1    | 1    | 15   | 7    | +8  | 13   |
| Valencia       | 6    | 4    | 1    | 1    | 12   | 5    | +7  | 13   |
| BATE Borisov   | 6    | 2    | 0    | 4    | 9    | 15   | −6  | 6    |
| Lille          | 6    | 1    | 0    | 5    | 4    | 13   | −14 | 3    |

- Napomena: Utakmice u kurzivu su rezultati postignuti u gostima.

## Susret

### Ambasador finala
Dvostruki osvajač Lige prvaka i bivši engleski reprezentativac Steve McManaman je odabran kao ambasador završnog susreta.

### Ulaznice
Međunarodna prodaja ulaznica se održala od 11. veljače do 15. ožujka 2013. Ulaznice su bile dostupne u četiri kategorije: £330, £230, £140, i £60.

### Detalji
| 25. svibnja 2013. 19:45 (WEST) |       |                     |                                                                       |
| Bayern München                 | 2 : 1 | Borussia Dortmund   | Wembley Stadium, London Broj gledatelja: 86 298 Sudac: Nicola Rizzoli |
| Mandžukić 60' Robben 89'       |       | Gündoğan 68' (11 m) | Wembley Stadium, London Broj gledatelja: 86 298 Sudac: Nicola Rizzoli |

Pravila susreta
- 90 minuta.
- 30 minuta produžetaka ako bude potrebno.
- Izvođenje jedanaesteraca ako rezultat bude neriješen nakon produžetaka.
- Najviše sedam zamjena na klupi.
- Najviše tri izmjene dopuštene.

## Vanjske poveznice
- UEFA Liga prvaka
- Finale UEFA Lige prvaka 2013.

| Finala Kupa prvaka i UEFA Lige prvaka | Finala Kupa prvaka i UEFA Lige prvaka |
| ------------------------------------- | --- |
|                                       | |
| Kup prvaka                            | 1956. • 1957. • 1958. • 1959. • 1960. • 1961. • 1962. • 1963. • 1964. • 1965. • 1966. • 1967. • 1968. • 1969. • 1970. • 1971. • 1972. • 1973. • 1974. • 1975. • 1976. • 1977. • 1978. • 1979. • 1980. • 1981. • 1982. • 1983. • 1984. • 1985. • 1986. • 1987. • 1988. • 1989. • 1990. • 1991. • 1992. |
|                                       | |
| Liga prvaka                           | 1993. • 1994. • 1995. • 1996. • 1997. • 1998. • 1999. • 2000. • 2001. • 2002. • 2003. • 2004. • 2005. • 2006. • 2007. • 2008. • 2009. • 2010. • 2011. • 2012. • 2013. • 2014. • 2015. • 2016. • 2017. • 2018. • 2019. • 2020. • 2021. • 2022. • 2023. • 2024.                                         |

| Finala Kupa prvaka i UEFA Lige prvaka | Finala Kupa prvaka i UEFA Lige prvaka |
| ------------------------------------- | --- |
|                                       | |
| Kup prvaka                            | 1956. • 1957. • 1958. • 1959. • 1960. • 1961. • 1962. • 1963. • 1964. • 1965. • 1966. • 1967. • 1968. • 1969. • 1970. • 1971. • 1972. • 1973. • 1974. • 1975. • 1976. • 1977. • 1978. • 1979. • 1980. • 1981. • 1982. • 1983. • 1984. • 1985. • 1986. • 1987. • 1988. • 1989. • 1990. • 1991. • 1992. |
|                                       | |
| Liga prvaka                           | 1993. • 1994. • 1995. • 1996. • 1997. • 1998. • 1999. • 2000. • 2001. • 2002. • 2003. • 2004. • 2005. • 2006. • 2007. • 2008. • 2009. • 2010. • 2011. • 2012. • 2013. • 2014. • 2015. • 2016. • 2017. • 2018. • 2019. • 2020. • 2021. • 2022. • 2023. • 2024.                                         |